# Williamson County (Texas)
Williamson County je okres ve státě Texas v USA. K roku 2010 zde žilo 422 679 obyvatel. Správním městem okresu je Georgetown. Celková rozloha okresu činí 2 940 km².